# ثقافة بينغتوشان
حضارة بنغتوشان هي ثقافة من العصر الحجري الحديث، تقع حول منطقة نهر يانغتسي الوسطى في شمال غرب مقاطعة خونان، الصين. يعود تاريخها إلى حوالي 7500-6100 قبل الميلاد، وكانت تقريبًا معاصرة لحضارة بيليغانغ شمالًا. وقد سُميت بهذا الاسم نسبةً إلى موقع رمزي في بينغتوشان.